# Oligactis volubilis
Oligactis volubilis là một loài thực vật có hoa trong họ Cúc. Loài này được (Kunth) Cass. mô tả khoa học đầu tiên năm 1825.